# Mehrān
Mehran (persisch مهران Mehrān) ist eine kleine Grenzstadt im Westen des Iran gegenüber der irakischen Grenzstadt Zurbatiyah (bei Badrah). Mehran gehört zur iranischen Provinz Elam und ist der Hauptort des Bezirks (Schahrestan) Mehran, zu welchem auch Salehabad gehört.

## Geographie
Mehran liegt 61 Kilometer südlich der  Provinzhauptstadt Elam (Schnellstraße 17 über Salehabad) bzw. 76 Kilometer nördlich der irakischen Provinzhauptstadt Kut (Schnellstraße 64 über Badrah). Mehran liegt am Fuß der westlichen Ausläufer des Zāgros-Gebirges in einer Höhe von nur 133 Metern über dem Meeresspiegel.

## Bevölkerung
Laut iranischem Zensus hatte die Stadt Mehran 2006 über 13.000 hauptsächlich persische und lurische Einwohner, der Bezirk Mehran über 55.000.

## Geschichte
Die Stadt Mehran trug früher die Namen Mansurabad (منسورآباد) bzw. Seyyed Hassan und ist traditionell eine Zwischenstation iranischer Pilger auf dem Weg zu den im Irak gelegenen schiitischen heiligen Städten Nadschaf und Kerbela. Viele auf dem Weg verstorbene Pilger wurden in Mehran bestattet. In und um Mehran befinden sich u. a. die Schreine von Seyyed Mohammad Abed, Seyyed Ibrahim Qatal und Seyyed Hassan.
Mehran war während des Irakisch-Iranischen Krieges jene Stadt, die am häufigsten den Besitzer wechselte. Bei Kriegsbeginn 1980 eroberten die Iraker die Stadt, 1982 eroberten die Iraner sie zurück, 1986 und 1988 fiel sie erneut jeweils kurzzeitig in irakische Hand. Kurz vor Kriegsende 1988 wurde sie von der mit Irak verbündeten exiliranischen Befreiungsarmee besetzt, im August 1988 aber endgültig von iranischen Streitkräften zurückerobert.
Im Ergebnis der US-alliierten Invasion des Irak entstand in Mehran 2003 ein Auffanglager für Zehntausende irakischer Flüchtlinge.

## Weblink
- Imamzadah Sayyid Hassan ibn Mousa Al-Kadhim, Mehran (Fotos)